# هيثم مفتاح
هيثم مفتاح هو فنان كوميدي مغربي، من مواليد مدينة الدار البيضاء.
اشتهر بأداء دور لحبيب في سلسلة كبور ولحبيب مع الممثل حسن الفد.
وهو حاصل على شهادة ماجستير متخصص في عمليات مراقبة الجودة.

## أعماله
- 2018: كبور ولحبيب، الجزء الثاني
- 2016: كبور ولحبيب، الجزء الأول
- 2013: لكوبل
- 2021: لكولوك
- 2025: مسلسل رحمة